# NoViolet Bulawayo
Elizabeth Zandile Tshele conocida por su seudónimo NoViolet Bulawayo (Distrito de Tsholotsho, 12 de octubre de 1981) es una escritora zimbabuense.

## Biografía
Elizabeth nació y creció en Zimbabue. Su madre murió a los 18 meses. Eligio el nombre de su seudónimo como escritora, NoViolet, como referencia a ella. Bulawayo es el nombre la ciudad donde se crio.
Asistió a la Njube High School, y más adelante a la Mzilikazi High School completando su formación universitaria en Estados Unidos donde se trasladó a los dieciocho años. Estudió en el Kalamazoo Valley Community College, y obtuvo el bachillerato con licenciatura y máster en inglés en la Universidad de Texas A&M y en la Universidad Metodista del Sur respectivamente. En 2010, completó una máster de Bellas Artes en Escritura creativa en la Universidad de Cornell, donde es profesora del Departamento de inglés desde 2018 y donde su trabajo fue reconocido con una beca Truman Capote.
En 2011 ganó el Premio Caine con su cuento Hitting Budapest publicado en el número de noviembre/diciembre de 2010 de la revista Boston Review y que se convirtió en el capítulo inicial de su primera novela en 2013, We Need New Names, (publicada en español como Necesitamos nombres nuevos, editorial Salamandra, 2018). La novela narra la infancia de un grupo de niños de Zimbabue en plena crisis política y económica y la emigración de la protagonista a los Estados Unidos, donde deberá adaptarse a una cultura radicalmente diferente. La obra fue incluida en la lista de finalistas del Premio Man Booker 2013, convirtiendo a Bulawayo en la primera mujer negra africana y en la primera zimbauense en ser seleccionada para el premio. También ganó el Premio Etisalat de Literatura y el Premio Hemingway Foundation/PEN, entre otros galardones.
Entre 2014 y 2018 formó parte de la iniciativa literaria panafricana Writivism.
En marzo de 2022 publica su nueva novela: Glory.